# Луций Юлий Урс
Луций Юлий Урс (на латински: Lucius Iulius Ursus) e сенатор на Римската империя през 1 век.
Произлиза от Нарбонска Галия. Около 79 г. е префект (praefectus annonae). През 83 – 84 г. е префект на Египет, след това претор. През 84 и 98 г. Юлий Урс е суфектконсул.
През 102 г. осиновява Луций Юлий Урс Сервиан, който е три пъти консул (90 г. суфектконсул; 102 и 134 г. консул).